# محمد بن عمر المختاري
محمد بن عمر المختاري٫و اسمه الكامل محمد بن عمر بن داود بن يحيى بن عبد الواحد الشاذلي الادريسي وهو عالم دين ومتصوف وأستاذ بأعتق جامعات العالم «القرويين» بشعبة العلوم الدينية وقد كان ذلك بالقرن العاشر هجري كما أنه ينحدر من السلالة النبوية الشريفة.

## ملامح شخصيته
قال ابن عسكر في كتابه دوحة الناشر لابن عسكر: وسمعت القائد أبا العباس احمد بن غضيفة يقول:”و الله ما رأيت مثل سيدي محمد بن عمر[…]فكان نعم الفاضل ونعم العارف٫حسن الأخلاق غزير المعرفة ٫عظيم اليقين كثير الأدب والتواضع“.

## نسبه
هو سيدي محمد بن عمر بن داود بن يحيى بن عبد الواحد بن عرفة بن علي (أبو الحسن الشاذلي) بن عبد الله بن بن عبد الجبار بن تميم بن بن هرمس بن حاتم بن قصي بن يوسف بن يوشع بن ورد بن علي بن أحمد بن محمد بن عيسى بن ادريس بن عمر بن ادريس بن ادريس بن عبد الله الكامل بن الحسن المثنى بن الحسن السبط بن علي رضي الله عنه وفاطمة الزهراء بنت رسول الله صلى الله عليه و سلم